# نيل براون (لاعب كرة قدم أسترالية)
نيل براون (بالإنجليزية: Neil Brown)‏ هو لاعب كرة قدم أسترالية أسترالي، ولد في 21 أبريل 1952، وتوفي في 9 سبتمبر 2014.

## وصلات خارجية
- نيل براون على موقع AustralianFootball.com (الإنجليزية)
- نيل براون على موقع AFLtables.com (الإنجليزية)